# Онкоандрология
Онкоандрология — раздел медицины, находящийся на стыке онкологии, андрологии, эндокринологии и урологии и изучающий доброкачественные и злокачественные опухоли мужской половой системы (яичек и их придатков, предстательной железы, семенных пузырьков, полового члена), их этиологию, патогенез, методы профилактики, диагностики и лечения (хирургического, лучевого, химиотерапевтического и гормонального).
К предмету ведения онкоандрологии относятся рак предстательной железы, рак полового члена, злокачественные новообразования яичка.